# تراوالیاتو
تراوالیاتو (به ایتالیایی: Travagliato) یک کومونه در ایتالیا است که در استان برشا واقع شده‌است. تراوالیاتو ۱۷ کیلومتر مربع مساحت و ۱۳٬۶۳۶ نفر جمعیت دارد.

## خواهرخوانده
شهر Beaufort-en-Vallée خواهرخواندهٔ تراوالیاتو هست.